# Rolandia (geslacht)
Rolandia is een geslacht van koralen uit de familie van de Clavulariidae.

## Soort
- Rolandia coralloides de Lacaze Duthiers, 1900